# کامبوکویرا
کامبوکویرا (به پرتغالی: Cambuquira) یک منطقهٔ مسکونی در برزیل است که در میناز ژرایس واقع شده‌است. کامبوکویرا ۲۴۶ کیلومتر مربع مساحت و ۱۲٬۸۱۲ نفر جمعیت دارد و ۹۵۰ متر بالاتر از سطح دریا واقع شده‌است.